# Lifeware
Lifeware, jellware, meatware, wetware čine sastavnicu informacijskih sustava. Obuhvaća sve osoblje bilo koje uloge koji djeluju unutar informacijskog sustava. To su programeri, operatori ili administratori koji opslužuju računalni sustav. 
Nije isto što i liveware.

## Usporedi
- alfa-inačica
- beta-inačica
- plati koliko želiš
- darovna ekonomija
- freemium
- freeware
- shareware
- demo
- abandonware
- vaporware
- shovelware (crapware, garbageware)
- adware
- donationware
- otvoreni kod
- nagware
- glossyware
- beerware